# Расковник (часопис)
Расковник – часопис за књижевност и културу на селу је српски књижевни часопис који излази од 1968, а превасходно је посвећен књижевности која узор и извор налази у народном животу. Часопис излази у формату књижице величине А5, у брошираном повезу. Издавао га је Културни центар у Горњем Милановцу – Дружина песника са села „Сунцокрет“. Покренуо га је страсни књижевни прегалац Драгиша Витошевић и био његов први главни и одговорни уредник (1968 – 1982).

## Назив часописа
Име је часопис симболично добио по митској биљци расковник из словенске митологије која, према народном предању, има моћ да откључа сваку браву и пронађе закопано благо. На клапни предње корице сваког броја одштампан је цитат из Српског рјечника, део Вуковог објашњења овог појма: „Расковник је некаква (може бити измишљена) трава за коју се мисли да се од ње (кад се њоме дохвати) свака брава и сваки други заклоп отвори сам од себе”.

## Историја
Часопис Расковник појавио се у јесен 1968. године, после два зборника сеоских песника: Орфеј међу шљивама (1963) и Цветник (1967). Циљ је био окупљање  даровитих народних стваралаца (писаца, сликара, вајара и др), објављивање нових записа народних умотворина, као и подстицање развоја културе на селу.

## Концепт часописа
Часопис за културу и књижевност Расковник превасходно објављује, подстиче и вреднује све облике народне културе и изворног стваралаштва, не само у сеоској, већ и у градској средини, у Србији, затим на целом српском језичком подручју, а појединим прилозима и ван тих оквира. Расковник настоји да ослика појаве у народном животу, како савремене, тако и прошле. Странице часописа су отворене за прилоге из народног живота и културе, за стваралаштво песника са села и самоуких сликара, за истраживаче у подручју књижевности, језика, фолклора, митологије, етнологије, историје... 
Уредник је био и Добрица Ерић, од 1968. до 1975.
Расковник су помагали многи људи који су језик и народну културу доживљавали као део свог живљења и мишљења. Нарочито се истицао међу њима професор Владета Р. Кошутић. Доста су се залагали и Лала Јевтовић, Момчило Тешић, Милојко Ђоковић, Драгољуб Јевремовић, Бранко Јовановић, Милена Јововић, Србољуб Митић, Живадин Стевановић, Милош Луковић, Милорад Милошевић-Бревинац, као и многи други.
Од 1972. па до 1975. године, услед административних проблема Расковник није објављиван, када га обнавља дружина песника са села Сунцокрет у Београду. Од 1980. године Расковник почиње да објаљује Народна књига. Од 1987. Расковник преузима Народна библотека „Вук Караџић“ из Београда.
У јесен 1982. године главни уредник постаје Љубинко Раденковић, а у уређивању учествују др Драгослав Антонијевић, мр Ненад Љубинковић, Зоран Вучић, Вера Колаковић, Радослав Мирослављев и Ђорђе Драгосавац, као технички уредник. 
Расковничког петла, односно амблем Расковника је осмислио и насликао Иван Рабузин, истакнути наивни сликар.
На клапни предње корице је стајало: Расковник је некаква (може бити измишљена) трава за коју се мисли да се од ње (кад се њоме дохвати) свака брава и сваки други заклоп отвори сам од себе. - Из Вуковог „Рјечника“